# Абхазские негры

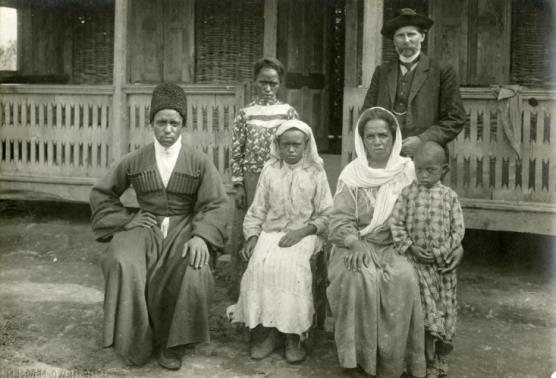
Семейство негров из Адзюбжи. Фотография А. К. Сержпутовского, 1912

Чёрные абхазы (кавка́зские не́гры) — небольшая расово-этническая ассимилированная негроидная группа абхазского народа африканского происхождения, проживающая преимущественно в абхазском селении Адзюбжа в устье реки Кодор и окрестных сёлах Абхазии (Члоу, Поквеш, Агдарра, Меркула и некоторых других).

## Происхождение

### Гипотезы
Об этническом происхождении абхазских негров и о том, как эти африканцы попали в Абхазию, у специалистов единого мнения нет. Ряд историков утверждает, что заселение неграми ряда деревень в окрестностях Адзюбжи в Абхазии произошло в XIX веке (согласно Вианору Пачулиа — во второй половине XIX века); другие авторы датируют его XVII веком.
По одной из версий, несколько сотен чернокожих рабов было закуплено и ввезено князьями Шервашидзе (Чачба) для работ на плантациях цитрусовых. Этот случай стал единственным — и, по-видимому, не вполне удачным — опытом относительно массового импорта африканцев, произошедшим на территории Черноморского побережья Кавказа.
По другой версии, негры-абхазы — потомки колхов. Однако вопрос о вероятности хоть какой-то преемственности между античными колхами и нынешними абхазскими неграми открыт: достоверных свидетельств о существовании негроидного населения в исторической Колхиде не имеется. Также они могут происходить от египетских коптов (копты не являются неграми) или от фалаша, эфиопских иудеев. Абхазский писатель Дмитрий Гулиа в книге «История Абхазии» развил теорию о переселении предков абхазов наряду с предками колхов из Египта и Абиссинии. Гулиа сравнил данные по топонимике Абхазии и соответствующей местности Эфиопии и утверждал, что некоторые из географических названий «совершенно одинаковы»: Багада — Багада, Гумма — Гумма, Табакур — Дабакур и т. д.
Заинтересовавшийся проблемой Максим Горький вместе с абхазским писателем, председателем ЦИК ССР Абхазии Самсоном Чанбой посетил Адзюбжу, где встречался со старожилами-неграми. По итогам своей поездки и сравнения полученных сведений с доступной ему литературой он счёл эфиопскую версию происхождения абхазских негров похожей на достоверную.

### Некоторые легенды
Существует и ряд «народных» опоэтизированных легенд. По одной из них, упоминавшейся в докладной записке Ивана Исакова Никите Хрущёву, вблизи абхазских берегов во время шторма потерпел крушение османский корабль с невольниками, которых везли на продажу. И нынешние негры-абхазы — потомки спасшихся с того корабля и основавших колонию в Абхазии. Эта легенда, правда, не объясняет, как такой корабль могло занести в воды этой части Чёрного моря, настолько далеко от основных морских путей негритянской мировой работорговли.
Другая легенда повествует о сношениях нартов и неких «чернолицых людей». По ней легендарные нарты вернулись на Кавказ из дальнего африканского похода с сотней провожатых-негров. Последние остались жить в Абхазии в селе Адзюбжа.
По третьей легенде к появлению негров-абхазов причастен Пётр I: он ввозил в Россию много арапов, а тех из них, которые не смогли акклиматизироваться в Санкт-Петербурге, дарил абхазским князьям. По свидетельству кандидата исторических наук Игоря Бурцева, таких «подарков Петра» в Абхазии действительно могло оказаться несколько десятков.
Возможно, в определённой степени верными являются сразу несколько научных гипотез и легенд одновременно: многие из них де-факто не исключают, а дополняют друг друга.

## История
По-грузински негры-абхазы назывались შავი კაცი (шави каци; «чёрный человек») или შავი ხალხი (шави халхи; «чёрный народ»). В упомянутой докладной записке Ивана Исакова Хрущёву об абхазских неграх, в числе прочего, рассказывается, что наместник Кавказа Илларион Воронцов-Дашков, подражая Петру I, имел в своём личном конвое негров из Адзюбжи, которые сопровождали его в черкесках. Принц Александр Ольденбургский, основатель Гагры, держал при своём дворе по нескольку представителей от каждого из народов Черноморского побережья Кавказа, в том числе местных негров. По рассказу А. М. Чочуа, в 1880-х годах в Адзюбже жила большая семья негров: мать Халлыла, её сыновья Амбер, Ква-Ква и Черин и дочери; сыновья женились на абхазских девушках.
Известно, что уже в XIX веке все абхазские негры говорили только по-абхазски и считали себя представителями абхазского народа. Остальные абхазы воспринимают это без возражений, как должное. Их совокупное количество оценивается разными наблюдателями в диапазоне от «нескольких семей» до «нескольких деревень». Относительно преимущественного вероисповедания среди источников тоже нет единства — по-видимому (см. ниже) в Абхазии существуют или существовали в недавнем прошлом и негры-христиане, и негры-мусульмане, и негры-иудеи.

## Современность
О. В. Маан (2006) указывает, что они живут в сёлах Адзюбжа, Кындыг, Тамыш, Тхина, Река, Елыр. В. Пачулиа (1964) добавляет также селения Паквеш, Меркула, Ачандара, а также город Сухум.
Абхазские негры занимаются выращиванием цитрусовых, винограда, кукурузы, работают на угольных шахтах Ткуарчала, на предприятиях Сухума — трикотажной фабрике, в порту и др. Как и многие абхазы, абхазские негры сегодня говорят и по-русски. Большая их часть ассимилирована и сильно метисирована, многие покинули Кодор, осев в других частях Абхазии, соседних Грузии и России, а также и за их пределами.

## Свидетельства
Я был поражён чисто тропическим ландшафтом. На яркой зелени густых девственных зарослей вырисовывались хижины… крытые тростником, копошились курчавые негритята, везде были… чёрные люди в белых одеждах. Негры ничем не отличаются от абхазцев, говорят только по-абхазски, исповедуют ту же веру… Мне думается, что негры в этих местах являются случайным элементом.
— этнограф Е. Марков, публикация в газете «Кавказ», 1913 год.

В 1884 году я проехал часть Абхазии и встретил там несколько негров. Тип лица у них, как мне помнится, был абиссинский, но у них самих каких-либо определённых сведений о своём происхождении не было. По религии они были мусульмане, но, кажется, они что-то знали и о католичестве. В 1887 году я взял одного молодого, лет 20, негра в прислуги. Это был самый преданный человек. Он нигде не соглашался спать, кроме, как у дверей моей комнаты. Он был католик.
— В. Тьебо, публикация в газете «Кавказ»

До сих пор в горах Абхазии осталось негритянское население. …Мусульманские чёрные деревни Абхазии жили немногим лучше, чем их предки в Африке: почти полная неграмотность, бедность. Местное население не смешивается с неграми, их оттеснили в бесплодную горную местность… Молодёжь, знающая по-русски… рассказывала, что все хотят учиться, что женщины неграмотны, что, вообще, — раса вымирает.
— дочь Иосифа Сталина Светлана Аллилуева, Только один год — Нью-Йорк: Harper & Row, — 1969. ISBN 0-06-010102-4

Впервые я увидел их не в Израиле, а в далёком Сухуми. И встретились мы в… сухумской синагоге. На втором этаже служка продал мне пакет мацы, испечённой на «американской машине». Вдруг в комнату вошли несколько совершенно чёрных курчавых мужчин — по виду настоящие негры — и на абхазском языке что-то спросили служку. Он им ответил… Когда они ушли, я спросил: «Эти негры — евреи? И как они здесь очутились?»
— Н. Орлов, Абхазские потомки Пушкина — журнал «Алеф» (Израиль)

— Ну а как живётся неграм в Советском Союзе?

— Каким неграм? — заинтересовался хозяин.

— Как каким? — удивился принц, оглядывая местных негров, сидевших за этим же столом. — Вам!

— А мы не негры, — сказал хозяин, улыбаясь своей характерной улыбкой и кивая на остальных негров, — мы — абхазцы.
— писатель Фазиль Искандер, «Сандро из Чегема», книга 2. — М.: «Московский рабочий», — 1989.

## В других частях Кавказа

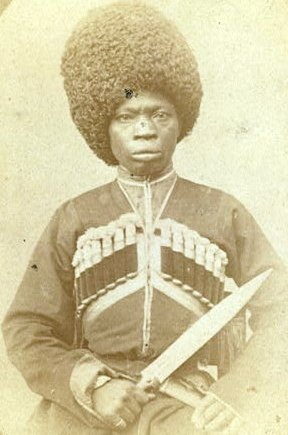
Фотография карабахского негра (Джордж Кеннан, не позднее 1886 года)

Небольшое число негров в XIX — начале XX века проживало также в аджарском городе Батуми.
В Библиотеке Конгресса США в составе коллекции фотографа Джорджа Кеннана хранится фотография карабахского негра (1870—1886 годы).
Английский писатель и историк Джейсон Гудвин в книге «Величие и крах Османской империи» приводил примеры и других африканцев, живших в европейской части империи: чернокожих черногорцев, потомков вывезенных из Африки в XVI веке рабов, живших в городке Улцинь по крайней мере до 1970-х годов, и негров-язычников, обитавших в пещерах и развалинах под афинским Акрополем.